# 군위군의 행정 구역
군위군의 행정 구역은 군청이 위치한 군위읍과 소보면·효령면·부계면·우보면·의흥면·산성면·고로면의 1개 읍 7개 면으로 구성되어 있다. 군위군의 면적은 614.16km2이며, 인구는 2009년 12월 31일을 기준으로 1,1637세대 25,377명이다. 2023년 7월 1일 군위군 전 지역이 대구광역시에 편입되었다.

## 행정 구역
| 읍면       | 한자       | 세대  | 인구  | 면적   | 법정리 |
| ---------- | ---------- | ----- | ----- | ------ | --- |
| 군위읍     | 軍威邑     | 3,387 | 8,075 | 84.04  | 동부리(東部里), 서부리(西部里), 금구리(金鳩里), 무성리(武成里), 수서리(水西里), 사직리(社稷里), 내량리(內良里), 외량리(外良里), 삽령리(鈒嶺里), 대북리(大北里), 오곡리(梧谷里), 정리(政里), 하곡리(下谷里), 용대리(龍臺里), 상곡리(上谷里), 광현리(廣峴里), 대흥리(大興里) |
| 소보면     | 召保面     | 1,303 | 2,660 | 101.31 | 사리리(沙里里), 보현리(寶峴里), 복성리(福星里), 위성리(渭城里), 달산리(達山里), 송원리(松院里), 신계리(新溪里), 도산리(桃山里), 서경리(西京里), 평호리(平湖里), 산법리(山法里), 내의리(來儀里), 봉황리(鳳凰里), 봉소리(鳳韶里)                                             |
| 효령면     | 孝令面     | 1,951 | 4,347 | 98.49  | 노행리(老杏里), 오천리(梧川里), 성리(城里), 병수리(竝水里), 불로리(不老里), 내리리(內梨里), 중구리(中九里), 거매리(巨梅里), 장군리(將軍里), 장기리(場基里), 금매리(錦梅里), 화계리(花溪里), 마시리(馬嘶里), 매곡리(梅谷里), 고곡리(高谷里)                                 |
| 부계면     | 缶溪面     | 1,055 | 2,247 | 64.81  | 창평리(昌平里), 가호리(佳湖里), 춘산리(春山里), 대율리(大栗里), 동산리(東山里), 남산리(南山里), 명산리(明山里), 신화리(新化里) |
| 우보면     | 友保面     | 1,105 | 2,232 | 60     | 나호리(羅湖里), 이화리(梨花里), 두북리(杜北里), 선곡리(仙谷里), 미성리(美城里), 모산리(毛山里), 문덕리(文德里), 달산리(達山里), 봉산리(鳳山里) |
| 의흥면     | 義興面     | 1,398 | 2,897 | 54.17  | 읍내리(邑內里), 수북리(水北里), 수서리(水西里), 이지리(梨枝里), 파전리(芭田里), 신덕리(新德里), 지호리(芝湖里), 연계리(蓮桂里), 매성리(梅城里), 원산리(元山里), 금양리(錦陽里)                                                                                             |
| 산성면     | 山城面     | 719   | 1,400 | 36.77  | 백학리(白鶴里), 삼산리(三山里), 봉림리(鳳林里), 무암리(武岩里), 운산리(雲山里), 화본리(花本里), 화전리(花田里) |
| 삼국유사면 | 三國遺事面 | 755   | 1,519 | 114.59 | 화수리(華水里), 화북리(華北里), 괴산리(槐山里), 학성리(鶴城里), 장곡리(長谷里), 인곡리(仁谷里), 양지리(陽地里), 낙전리(樂田里), 가암리(加岩里), 석산리(石山里), 학암리(鶴岩里)                                                                                             |

## 역사
- 1390년 효령현이 군위현에, 부계현이 의흥군에 합해졌다.
- 1413년 의흥군이 의흥현으로 격하되었다.
- 1895년 6월 23일(음력 윤5월 1일) 대구부 군위군·의흥군으로 개편하였다.[2]
- 1896년 8월 4일 경상북도 군위군·의흥군으로 개편하였다.[3]
- 1914년 4월 1일 의흥군을 군위군에 편입하였다.[4]

| 조선총독부령 제111호  |             |                                                      |
| 구 행정구역           | 신 행정구역 | 신 행정구역                                          |
| 군위군 현내면(縣內面) | 군위면      | 동부동, 상곡동, 서부동, 오곡동, 정동, 하곡동         |
| 군위군 남면(南面)     | 군위면      | 금구동, 무성동, 사직동, 수서동                       |
| 군위군 서성면(西星面) | 군위면      | 내량동, 대북동, 삽령동, 외량동                       |
| 의성군 억곡면(億谷面) | 군위면      | 용대동                                               |
| 군위군 화곡면(花谷面) | 소보면      | 달산동, 보현동, 복성동, 사리동, 위성동               |
| 군위군 석본면(石本面) | 소보면      | 산법동, 서경동, 송원동, 신계동, 평호동               |
| 군위군 소본면(召本面) | 소보면      | 내의동, 대흥동, 봉소동, 봉황동                       |
| 군위군 중리면(中里面) | 효령면      | 내리동, 노행동, 병수동, 불로동, 성동, 오천동, 중구동 |
| 군위군 효령면(孝令面) | 효령면      | 거매동, 금매동, 마시동, 장군동, 장기동, 화계동       |
- 1973년 7월 1일 선산군 산동면 도산동을 소보면에, 의성군 금성면 광현동을 군위면에 편입하였다.[5]
- 1979년 5월 1일 군위면이 군위읍으로 승격하였다.[6] (1읍 7면)
- 1983년 2월 15일 산성면 원산동, 금양동이 의흥면에, 부계면 고곡동, 매곡동이 효령면으로 편입되었다.[7]
- 1989년 1월 1일 소보면 대흥리를 군위읍으로 편입하였다.
- 2021년 1월 1일 고로면을 삼국유사면으로 명칭을 변경했다.
- 2023년 7월 1일: 대구광역시로 편입